# 開豊郡 (大韓民国)
開豊郡（ケプンぐん、개풍군）は大韓民国京畿道の郡。現在は大部分が北朝鮮側の実行支配地域である未収復地域に属しており、実態としては以北五道委員会が管理する名目上の行政区域となっている。漢江および臨津江と接する郡であり、面積は935.61㎢、14面90里を管轄する。郡庁所在地は開城市龍山洞である。
1945年11月4日に在朝鮮アメリカ陸軍司令部軍政庁の管轄していた京畿道開豊郡の38度線以南地域を基盤にして新設されたが、1950年に朝鮮戦争が勃発した事により朝鮮民主主義人民共和国の支配下に入った。続いて、1952年12月に北朝鮮で郡面里大合併が行われ、1953年7月27日に締結された朝鮮戦争休戦協定によって昔の開豊郡の大部分が軍事境界線以北となった。ただし、中面東江里の一部が大韓民国領非武装地帯に残った。従って、大韓民国の以北五道委員会が管轄する名目上の京畿道開豊郡は1945年8月15日の解放当時の行政区域を採用している。

## 歴史
1945年9月2日のアメリカとソ連の朝鮮半島の分割占領によって38度線以南にあった京畿道開豊郡西面、南面、青郊面、鳳東面、光徳面、上道面、大聖面、中面、興教面、臨漢面の全域、土城面の大部分、北面、嶺南面の各一部が在朝鮮アメリカ陸軍司令部軍政庁の管轄下に入り、38度線以北にあった嶺北面の全域、北面、嶺南面の大部分、土城面の一部はソビエト民政庁の管轄下になった。続いて1945年11月4日には北面の38度線以南地域を土城面、嶺南面の38度線以南地域を長湍郡津西面にそれぞれ編入した。ソビエト民政庁では管轄していた38線以北の嶺南面、嶺北面、北面と長湍郡大江面、江上面、大南面、小南面、長湍面を黄海道長豊郡に統合させ、土城面を嶺南面に編入させた。
朝鮮戦争を通して38度線以南の開豊郡地域が北朝鮮に占領されたため、1952年12月に北朝鮮が郡面里大合併を通して行政区域を改編し、黄海道長豊郡と開豊郡が板門郡と開豊郡になった。1953年7月27日に締結された朝鮮戦争休戦協定によって郡全域が軍事境界線以北地域のままになった。

## 行政区域
郡の中心部に位置する開城市を3面で囲みながら西側は礼成江を隔てて黄海道延白郡、北西側は黄海道金川郡に接する。東側は京畿道長湍郡と接している。一方、南西側は漢江を挟んで仁川広域市江華郡と接し、南東側には臨津江を挟み京畿道坡州市と隣接する。実際に泗川江以東の中面東江里の一部が収復されたが、開豊郡の行政区域は残っていない。
| 邑・面 | 面積(㎢) | 里数 | 里（太字は面事務所所在地）                                           |
| ------ | -------- | ---- | -------------------------------------------------------------------- |
| 光徳面 | 30.59    | 5    | 高尺里、中連里、光徳里、黄江里、寺盆里                               |
| 南面   | 44.75    | 9    | 新里、軍隠里、昌陵里、候石里、栗鷹里、照済里、玉山里、状山里、修隅里 |
| 大聖面 | 39.71    | 8    | 豊徳里、大聖里、新竹里、旧邑里、池内里、山帰里、古郡里、三達里       |
| 鳳東面 | 60.37    | 8    | 鳳東里、大鳥足里、白田里、鉢松里、高頭山里、興旺里、芝金里、都平里   |
| 北面   | 71.12    | 6    | 礪峴里、一三所里、二所里、龍峴里、加土尾里、食浦里                   |
| 上道面 | 36.75    | 6    | 楓川里、三仁里、上道里、羊司里、蓮洞里、大陵里                       |
| 西面   | 29.17    | 5    | 光井里、蓮山里、江里、開城里、銭浦里                                 |
| 嶺南面 | 96.39    | 6    | 龍興里、昭陵里、伴程里、深川里、玄化里、大院里                       |
| 嶺北面 | 84.32    | 4    | 吉水里、吉祥里、古徳里、月古里                                       |
| 臨漢面 | 48,82    | 8    | 月巌里、仕洞里、採蓮里、佳井里、丁串里、柳川里、上祖江里、下祖江里   |
| 中面   | 50.56    | 7    | 大龍里、食峴里、徳水里、松山里、天徳里、倉内里、東江里               |
| 青郊面 | 46.52    | 6    | 陽陵里、炭洞里、排也里、裕陵里、広畓里、墨松里                       |
| 土城面 | 63.64    | 5    | 土城里、麗陵里、鵠嶺里、煙霞里、館前里                               |
| 興教面 | 41.97    | 7    | 興天里、興教里、宮川里、仕谷里、芝峴里、照門里、領井里               |